# Węgliska (Chmielno)
Węgliska (dodatkowa nazwa w j. kaszub. Wãglëska; dawniej: Węglewoiska) – część wsi Chmielno w Polsce, położona w województwie pomorskim, w powiecie kartuskim, w gminie Chmielno, na terenie Kaszubskiego Parku Krajobrazowego. Wchodzi w skład sołectwa Chmielno.
W latach 1975–1998 Węgliska administracyjnie należały do województwa gdańskiego.